# Dywizja Stanisława Rewery Potockiego
Dywizja Stanisława Rewery Potockiego – jednostka organizacyjna wojsk koronnych w połowie XVII wieku.
Dowodził nią hetman wielki koronny Stanisław Rewera Potocki.
Była jedną z dwóch dywizji koronnych podczas bitwy pod Cudnowem jesienią 1660 r. (drugą z nich dowodził hetman polny koronny Jerzy Sebastian Lubomirski).

## Skład podczas bitwy pod Cudnowem 1660

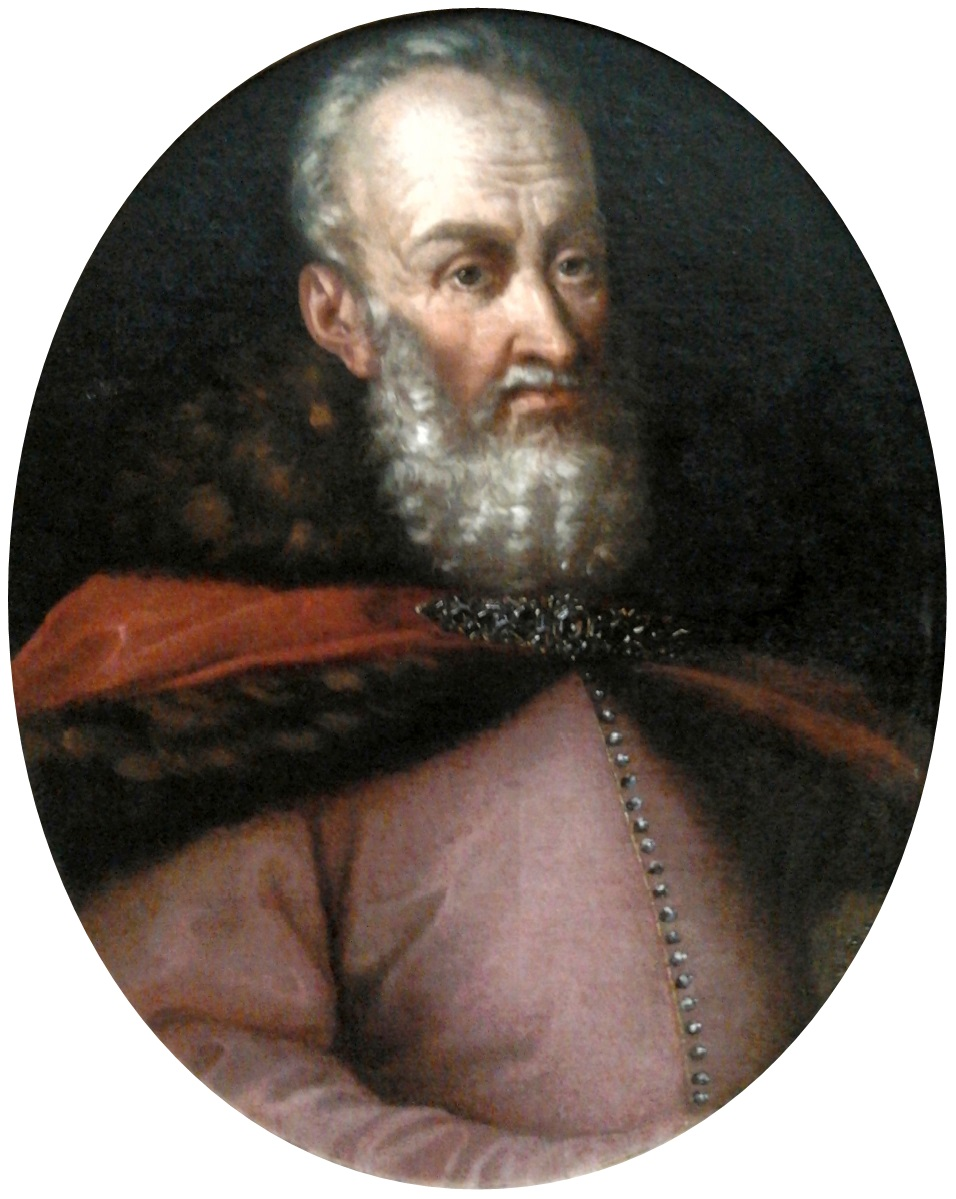
Stanisław Rewera Potocki, hetman wielki koronny i dowódca dywizji w 1660

- 13 pułków jazdy narodowego autoramentu,
- regiment rajtarii Jana Sobiepana Zamoyskiego,
- 4 regimenty piechoty,
- 5 regimentów dragonii,
- 3 skwadrony dragonii.

Dywizja miała na swoim stanie działa.